# وایکینگ متال
وایکینگ متال (به انگلیسی: Viking metal) یکی از ژانرهای موسیقی هوی متال است که با مشخصه‌هایی مانند سرعت بسیار بالای قطعه‌ها، استفادهٔ سرودگونه و زیاد از کیبورد، تاکید غم‌افزا و دراماتیک بر اسطوره‌های اسکاندیناوی، نورس پاگانیسم و مسائل مرتبط با عصر وایکینگ‌ها شناخته می‌شود.
وایکینگ متال سبک موسیقی پُر سر و صدا، بی‌نظمی است که بیشتر اوقات با ملودی‌های غمگین کیبورد همراه می‌شود. «آواهای حماسی» جزو ملزومات این گونهٔ موسیقی به‌شمار می‌رود و گروه‌های وایکینگ معمولاً رویکردی هجوآمیز در استفاده از کیبورد دارند. در موسیقی گروه‌های وایکینگ-مانند گروه‌های فولک متال استفاده از سازهای آکوستیک و بعضی آلات موسیقی غیر متداول در موسیقی هوی متال هم رواج دارد.
گروه سوئدی بفوری از پیشگامان وایکینگ متال به‌شمار می‌آید. آلبوم آغازین آن‌ها با نام بفوری که در سال ۱۹۸۴ منتشر شد در نزد بسیاری به‌عنوان اولین اثر بلک متال شناخته شده‌است. آلبوم چهارم گروه بفوری یعنی "خون آتش مرگ" که در سال ۱۹۸۸ میلادی منتشر شد، در برگیرندهٔ دو آهنگ «یک روز خوب برای مردن» و «‎Blood Fire Death‎» است که جزو اولین قطعات موسیقی وایکینگ متال به‌شمار می‌آید. وب‌گاه آل‌میوزیک از این آلبوم به‌عنوان «احتمالاً اولین اثر واقعی وایکینگ متال» یادکرده‌است. این روند با انتشار آلبوم ۱۹۹۰ آنها با عنوان "همرهارت" ادامه یافت. "همرهارت" نقطهٔ عطفی در معرفی وایکینگ متال به‌عنوان یکی از ژانرهای نوظهور سبک هوی‌متال بود.
در سال‌های بعدی و با ظهور گروه‌هایی مانند این‌اِسْلِیْوْدْ از نروژ، وایکینگ متال بسط و توسعهٔ بیشتری یافت. آلبوم آغازین آن‌ها با نام Vikingligr Veldi که در سال ۱۹۹۴ منتشر شد دربرگیرندهٔ قطعاتی بود که درآن‌ها گونه‌ای حس شرارت و ضرب‌آهنگ بالا، با عناصر برگرفته از موسیقی فولک کشورهای اسکاندیناوی درهم‌آمیخته بود. این‌اِسْلِیْوْدْ با الهام از گروه بفوری، گونه‌ای از وایکینگ متال را ارائه می‌کردند که بازگوکنندهٔ افسانه‌های کهن و سُنت‌های باستانی کشور نروژ بود. دومین آلبوم آن‌ها با نام Frost که آن‌هم در سال ۱۹۹۴ منتشر شد یک اثر موسیقایی مهم از لحاظ ارائهٔ «صورتی تکامل‌یافته از وایکینگ متال» به‌شمار می‌آید. با در نظر گرفتن ویژگی‌هایی هم‌چون بکارگیری تِم‌های وایکینگی، تنظیم‌های هوشمندانهٔ گیتار، استفاده از ضرب‌های انفجاری درامز، تنظیم‌های گوش‌نواز و در عین حال پیچیدگی سازبندی، هارمونی‌های خوب و زمان‌بندی‌های درست، این‌اِسْلِیْوْدْ به‌عنوان یکی از تحسین‌برانگیزترین و مهم‌ترین رواج‌دهندگان ژانر وایکینگ متال شناخته می‌شود.